# Полякова Юліана Юріївна
Полякова Юліана Юріївна (*9 березня 1965, Дніпропетровськ) — українська бібліотекознавиця, бібліографиня, театрознавчиня, поєтка, авторка понад 200 праць. Серед тем, які досліджує Юліана Юріївна: історія театру, архітектура, літературознавство, перекладознавство. Вона є укладачкою бібліографічних покажчиків, присвячених історії Харківського університету, біобібліографічних словників, довідників про науковців та вихованців вишу, персональних біобібліографій відомих науковців.
Вся професійна діяльність Юліани Юріївни пов'язана з Центральною науковою бібліотекою Харківського національного університету ім. В. Н. Каразіна.

## Біографія
Народилася 9 березня 1965 року в Дніпропетровську (нині Дніпро). Дитинство та юність пройшли в Енергодарі Дніпропетровської області. Має дві вищі освіти.
1986 року закінчила бібліотечний факультет Харківського державного інституту культури, 2007 року — театрознавче відділення театрального факультету Харківського державного університету мистецтв імені І. П. Котляревського.
З 1986 року працює в Центральній науковій бібліотеці Харківського державного університету (нині — Харківський національний університет імені В. Н. Каразіна). Обіймала посади старшого бібліотекаря, головного бібліотекаря відділу гуманітарної літератури.
Наразі Юліана Юріївна є головним бібліографом науково-бібліографічного відділу.
Авторка понад 200 праць, серед яких бібліографічні покажчики, книги та статті з питань краєзнавства, історії російського та українського театру, архітектури, літератури.
Полякова є бібліографічною редакторкою усієї бібліографічної продукції, що видає ЦНБ, деяких праць історичного факультету ХНУ імені В. Н. Каразіна та інших культурно-просвітницьких установ Харкова. Юліана Юріївна є беззмінною редакторкою «Польських альманахів» (вийшло 6 випусків), які видає ХНУ імені В. Н. Каразіна разом із Генеральним консульством Республіки Польща у Харкові.

## Творчий доробок
- Харьков. От крепости до столицы: заметки о старом городе /А. Ю. Лейбфрейд, Ю. Ю. Полякова. Харьков, 1998. 335 с.
- Харьков вчера, сегодня, завтра / Ю. М. Шкодовский, И. Н. Лаврентьев, А. Ю. Лейбфрейд, Ю. Ю. Полякова. Харьков, 2002. 206 с.
- Вихованці Харківського університету: біобібліогр. довід. / [авт.-уклад. Ю. Ю. Полякова та ін.]. Харків, 2004. 250 с. : іл.
- Біобібліографічний словник учених Харківського університету. Т. 3: Філологи. ХХ — початок ХХІ століття. Вип. 1. Філологічний факультет. Кафедра українознавства філософського факультету: Філологи. Історики (дод. до т. 2. Історики) / [авт.-уклад. Ю. Ю. Полякова та ін.]. Харків, 2019. 1280 с. : іл. Електрон. аналог : http://dspace.univer.kharkov.ua/handle/123456789/14929.
- Ростислав Ярославович Пилипчук: біобібліогр. покажч. / [уклад. В. А. Кушніренко, Ю. Ю. Полякова]. Харків, 2019. 79 с. Електрон. аналог: http://dspace.univer.kharkov.ua/handle/123456789/14570.
- Олександр Опанасович Потебня: (до 170-річчя з дня народж.): біобібліогр. покажч. / [уклад. Ю. Ю. Полякова та ін.]. Харків, 2005. 79 с. Електрон. аналог: http://dspace.univer.kharkov.ua/handle/123456789/147.
- Милица Сергеевна Лапина — ученый-языковед: биобиблиогр. указ. Харьков, 2006. 32 с. (Ученые Слобожанщины). Электрон. аналог: http://dspace.univer.kharkov.ua/handle/123456789/150.
- Рита Никитична Поддубная — профессор Харьковского национального университета имени В. Н. Каразина: биобиблиогр. указ. / [сост. Ю. Ю. Полякова, С. Б. Глибицкая]. Харьков, 2006. 28 с. ; 2-е изд., доп. 2010. 32с. Электрон. аналог: http://ekhnuir.univer.kharkov.ua/bitstream/123456789/158/6/piddubna.pdf.
- Історія Харківського університету (1804—2006): у 3 ч. : сист. бібліогр. покажч. / [уклад. Ю. Ю. Полякова та ін.]. Харків, 2007. 770 с. Електрон. аналог: http://dspace.univer.kharkov.ua/handle/123456789/154.
- Володимир Кузьмич Міхеєв: (до 70-річчя від дня народж.): біобібліогр. покажч. / [уклад. В. Д. Прокопова, Ю. Ю. Полякова]. Харків, 2007. 50 с. Електрон. аналог: http://dspace.univer.kharkov.ua/handle/123456789/151.
- Олександр Степанович Юрченко — професор Харківського університету: біобібліогр. покажч. / [уклад. О. О. Дудка, Ю. Ю. Полякова]. Харків, 2007. 17 с. Електрон. аналог: http://dspace.univer.kharkov.ua/handle/123456789/148.
- Леонід Григорович Авксентьєв — професор Харківського національного університету імені В. Н. Каразіна: біобібліогр. покажч. Харків, 2008. 20с. Електрон. аналог: http://dspace.univer.kharkov.ua/handle/123456789/157.
- Юрій Миколайович Безхутрий — професор Харківського національного університету імені В. Н. Каразіна: біобібліогр. покажч. Харків, 2008. 30 с. Електрон. аналог: http://dspace.univer.kharkov.ua/handle/123456789/145.
- Александр Иванович Лагунов — профессор Харьковского национального университета имени В. Н. Каразина: биобиблиогр. указ. Харьков, 2008. 32 с. Электрон. аналог: http://dspace.univer.kharkov.ua/handle/123456789/152.
- Микола Іванович Сазонов — професор Харківського національного університету імені В. Н. Каразіна: біобібліогр. покажч. / [уклад. В. Д. Прокопова, Ю. Ю. Полякова]. Харків, 2008. 15 с. Електрон. аналог: http://dspace.univer.kharkov.ua/handle/123456789/149.
- Символічні коди народної культури (міфологія, фольклористика та етнологія): бібліогр. матеріали з білорус., рос. та укр. міфології, фольклору та етнології / [уклад. Ю. Ю. Полякова та ін.]. Харків, 2008. 336 с. Електрон. аналог: http://dspace.univer.kharkov.ua/handle/123456789/6308.
- Єфросинія Хомівна Широкорад — професор Харківського національного університету імені В. Н. Каразіна: біобібліогр. покажч. / [уклад. Г. Н. Карнаушенко, Ю. Ю. Полякова]. Харків, 2008. 18 с. Електрон. аналог: http://dspace.univer.kharkov.ua/handle/123456789/156.
- Лідія Іванівна Коломієць — професор Харківського національного університету імені В. Н. Каразіна: біобібліогр. покажч. Харків, 2009. 19 с. Електрон. аналог: http://dspace.univer.kharkov.ua/handle/123456789/6315.
- Михилев Александр Дмитриевич — профессор Харьковского национального университета имени В. Н. Каразина: биобиблиогр. указ. Харьков, 2011. 32 с.
- Михайло Васильович Клочков — професор Харківського університету: біобібліогр. покажч. / [уклад. Ю. Ю. Полякова, С. О. Чухлій]. Харків, 2013. 40 с.
- Ирина Ивановна Московкина — профессор Харьковского национального университета имени В. Н. Каразина: биобиблиогр. указ. Харьков, 2011. 20 с. Электрон. аналог: http://dspace.univer.kharkov.ua/handle/123456789/6313.
- Харківщина в мемуарах, щоденниках і подорожніх записках з XVIII ст. до сьогодення: бібліогр. покажч. / [уклад. Ю. Ю. Полякова та ін.]. Харків, 2011. 140 с.
- Вісник Харківського національного університету імені В. Н. Каразіна. 1980—2008 рр. (№ 201—800): бібліогр. покажч. / [уклад. Ю. Ю. Полякова та ін.]. Харків, 2012. 908 с. Електрон. аналог: http://dspace.univer.kharkov.ua/handle/123456789/6951.
- Українське перекладознавство. Проблеми художнього перекладу: бібліогр. покажч. Харків, 2013. 184 с. Електрон. аналог: http://dspace.univer.kharkov.ua/handle/123456789/9544.
- Ольга Григорівна Павлова — історик, мистецтвознавець та музеєзнавець: біобібліогр. покажч. Харків, 2015. 44 с.
- Євген Петрович Пугач — професор Харківського національного університету імені В. Н. Каразина: (до 80-річчя від дня народж.): біобібліогр. покажч. / [уклад. М. Г. Станчев, Ю. Ю. Полякова]. Харків, 2015. 24 с. Електрон. аналог: http://dspace.univer.kharkov.ua/handle/123456789/11748.
- Георгий Миколайович Попов — профессор Харьковского университета: биобиблиография ; воспоминания / [сост. М. Г. Станчев, Ю. Ю. Полякова]. Харьков, 2015. 64 с. Электрон. аналог: http://dspace.univer.kharkov.ua/handle/123456789/11749.
- Ректори Харківського університету (1805—2014): біобібліогр. довід. / [уклад. Ю. Ю. Полякова та ін.]. Харків, 2015. 192 с. : іл. Електрон. аналог: http://dspace.univer.kharkov.ua/handle/123456789/11761.
- Слобожанщина в мемуарах, щоденниках і подорожніх записках з XVIII ст. до сьогодення: бібліогр. покажч. / [уклад. Ю. Ю. Полякова та ін.]. Харків, 2016. 172 с.
- Шевченкознавство у працях викладачів та вихованців Харківського національного університету імені В. Н. Каразіна (40-ві роки ХІХ — початок ХХІ ст.): бібліогр. покажч. / [уклад. Ю. Ю. Полякова та ін.]. Харків, 2017. 128 с.
- Ісаак Самуїлович Туркельтауб — театральний діяч, театрознавець, театральний критик: біобібліогр. покажч. Харків, 2019. 50 с. Електрон. аналог: http://dspace.univer.kharkov.ua/handle/123456789/14923.
- Альманах «Софии Георгиевне Мельниковой. Фантастический кабачок»: парадоксы читательского восприятия // Розмаїття культур: історія і соціально-комунікативна природа Книги: матеріали IV Міжнар. наук.-практ. семінару м. Харків, 12–15 квіт. 2011 р. Харків, 2012. С. 189—199.
- Разговор книгопродавца с поэтом: «Театральный альманах» А. Плюшара в контексте театральной публицистики первой трети XIX века // Вісн. Одес. нац. ун-ту. Сер. : Бібліотекознавство, бібліографознавство, книгознавство. Одеса, 2012. Т. 17, вип. 1 (7). С. 159—166.
- «Друзья, мы — римляне. И скорби нет предела»: Книги издательств «Иппокрена» и «Камена» в фондах библиотек Харькова // Стародруки і рідкісні видання в університетській бібліотеці: матеріали II Міжнар. книгознав. читань (Одеса, 18–19 верес. 2012 р.). Одеса, 2013. С. 261—279.
- Поверх барьеров: библиогр. обслуживание как диалог культур // Сучасна бібліотека: філософія, інновації, якість роботи: матеріали Міжнар. наук.-практ. конф. (м. Харків, 23–26 квіт. 2013 р.). Харків, 2013. С. 200—208.
- Бібліографія шевченкознавства в Харківському університеті / А. О. Давидова, Ю. Ю. Полякова // Вісн. Одес. нац. ун-ту. 2014. Т. 19, вип. 1. С. 39–44. Електрон. аналог: http://dspace.univer.kharkov.ua/bitstream/123456789/10131/2/Bibliografia_shevchenkoznavstva.pdf.
- Издательская деятельность Харьковского государственного театра русской драмы (1933—1941) // Вісн. Одес. нац. ун-ту. Сер. : Бібліотекознавство, бібліографознавство, книгознавство. 2014. Т. 19, № 2 (12). С. 9–18.
- Бібліографія праць В. М. Державина [та література про нього] // Володимир Миколайович Державин: Про мистецтво перекладу: ст. та рец. 1927—1931 рр. : хрестоматія вибр. праць Володимира Державина… / О. А. Кальниченко, Ю. Ю. Полякова. Вінниця, 2015. С. 280—293. (Сер. : Dictum Factum). Електрон. аналог: http://dspace.univer.kharkov.ua/handle/123456789/11758.
- Особенности научного поиска гуманитария на современном этапе // Читання в епоху розвитку електронних ресурсів: книга чи Інтернет? : матеріали наук.-практ. конф., м. Полтава, 13–14 верес. 2016 р. Полтава, 2016. С. 72–80.
- Родина Алчевських у театральному просторі Харкова // Вісн. Харків. нац. ун-ту ім. В. Н. Каразіна. Сер. : Історія України. Українознавство: іст. та філос. науки. 2016. Вип. 23. С. 119—124. Електрон. аналог: http://dspace.univer.kharkov.ua/handle/123456789/12830.
- Єврейський театр у Харкові // Нариси з історії інонаціонального театру в Україні ХХ — початку ХХІ століть. Київ, 2017. С. 659—716.
- Шевельов Ю. В. Я — мене — мені… (і довкруги): спогади. 1. В Україні / [прим. Ю. Полякової та ін.]. Харків ; Нью-Йорк, 2017. 728 с. (Сер. : Слобожанський світ ; вип. 11).
- Развитие литературной полонистики в Харьковском университете // Харків як університетське місто: матеріали Міжнар. наук. конф. Харків, 2018. С. 189—202. Электрон. аналог: http://dspace.univer.kharkov.ua/handle/123456789/14503.
- Редактирование текстов краеведческого характера как отдельное направление библиографической деятельности библиотек // «Свій вуз — своїми руками!»: матеріали наук.-практ. конф., присвяч. 30-річчю відкриття корпусу б-ки у навч. містечку (Харків, 3 жовт. 2019 р.) / Харків. нац. аграр. ун-т ім. В. В. Докучаєва. Харків, 2019. С. 4–29. Електрон. аналог: http://lib.knau.kharkov.ua/bibliotek/2347-svy-vuz-svoyimi-rukami.html.
- Ученый и библиография: вспоминая Е. Ф. Широкорад (1928—2010) // Культурна спадщина Слобожанщини: зб. наук. ст. Харків, 2019. Число 41. С. 27–30 с фот.
- Об Инне Мельницкой и ее Городе // Мой город: рассказы и маленькая повесть. Харьков, 2019. С. 5–8.
- Печорин как симптом: парадоксы современных интерпретаций // Кременецькі компаративні студії / Кременец. обл. гуманіт.-пед. акад. ім. Тараса Шевченка. 2019. Вип. 9. С. 93–102. Електрон. аналог: http://dspace.univer.kharkov.ua/handle/123456789/15145.
- Русские литературно-художественные журналы Харькова XIX—XX века // Культурна спадщина Слобожанщини. Культура і мистецтво: зб. наук.-попул. ст. Харків, 2005. Число 5. С. 29–47. Електрон. аналог: http://dspace.univer.kharkov.ua/bitstream/123456789/301/1/russkie%20jurnali.pdf.
- Перекладознавчі праці О. М. Фінкеля. Праці про О. М. Фінкеля // Протей: пер. альм. Харків, 2006. Вип. 1. С. 439—441.
- Александр Кульчицкий: личность и судьба // Universitates = Университеты. Наука и просвещение. 2007. № 1. С. 60–70 : ил.
- Театральная периодика Харькова (1917—1933): типология, тематика, проблематика // Вісн. Одес. нац. ун-ту. Сер.: Бібліотекознавство, бібліографознавство, книгознавство. Одеса, 2011. Т. 16, вип. 1/2 (5/6). С.110–126.
- «Пусть рассеешься ты, как дым, Жизнью — памяти книг — влюбленным»: Жизнь и поэзия Бориса Лапина // Союз писателей. 2009. № 1–2 (11). С. 211—217 : ил. Электрон. аналог: https://magazines.gorky.media/sp/2009/11/pust-rasseeshsya-ty-kak-dym-zhiznyu-pamyati-knig-vlyublyonnym.html.
- Павел Григорьевич Риттер // Протей: переклад. альм. Харків, 2009. Вип. 2. С. 476. [Прил.]: Библиография работ Риттера ; Литература о П. Г. Риттере / [сост. Х. С. Надель, Ю. Ю. Полякова]. С. 476—481, 482—484.
- Виктор Андреевич Маринчак: биобиблиогр. указ. // Настоятельность сказанного: Катастрофическое — сокровенное — сакральное в искусстве слова / Виктор Маринчак. Харьков, 2010. С. 325—340.
- Черняев Н. И. Из харьковской театральной старины: сб. ст. / [сост., вступ. ст. и примеч. Ю. Ю. Поляковой]. Харьков, 2010. 656 с. : ил. (Сер. «Харьковская старина»).
- Іван Андрійович Устинов — історик, бібліограф, театральний критик // Вісн. Харків. нац. ун-ту імені В. Н. Каразіна. 2008. № 835. С. 132—138. Електрон. аналог: http://dspace.univer.kharkov.ua/handle/123456789/6.
- Микола Дмитрович Мізко — журналіст, письменник, театральний критик // Вісн. Харків. нац. ун-ту ім. В. Н. Каразіна. 2011. № 968. С. 104—111. Електрон. аналог: http://dspace.univer.kharkov.ua/handle/123456789/5638.